# حجاب (فیلم ۲۰۱۶)
حجاب (به انگلیسی: The Veil) یا پرده فیلمی ترسناک فراطبیعی محصول سال ۲۰۱۶ و به کارگردانی فیل ژوانو است. در این فیلم بازیگرانی همچون جسیکا آلبا، لی‌لی ریب، الکسا پالادینو، توماس جین، رید اسکات، آیوی جرج، شنون وودوارد و دیوید سالیوان ایفای نقش کرده‌اند.